# Severgreen
Severgreen je deveti studijski album hrvatske pop pjevačice Severine, objavljen 2004. godine u Hrvatskoj u izdanju diskografske kuće Dallas Records. U radu na albumu sudjelovali su brojni glazbenici, između ostalog, Milo Stavros, Arsen Dedić, Faruk Bubljubašić, Branimir Mihaljević, Matija Dedić i sama Severina, koja potpisuje pet pjesama. 
Na albumu se nalazi deset pjesama, a tri su izdane kao singlovi. Pjesma "Bojate Bane Buski" je bila objavljena kao singl za radio postaje, dok je pjesma  "Hrvatica" objavljena kao najavni singl, a pjesma "Adam i Seva" kao posljednji singl.
Za razliku od prethodnog studijskog albuma Pogled ispod obrva, ovaj album nije podržan promotivnom turnjeom po zemljama regije. Ipak, pjesme "Adam i Seva", "Šta me sad pitaš šta mi je" i "Tuge od sna"  našle su se na set listi turneja "Tridesete" 2008. godine i Dobrodošao u klub" 2013. godine.

## Pozadina
Nakon što je 2002. godine istekao ugovor s diskografskom kućom Croatia Records, iste godine je potpisala dugoročni ekskluzivni ugovor s diskografskom kućom Dallas Records na pet diskografskih izdanja. Krajem godine objavila je uživo album Virujen u te (najbolje uživo!), koji je kasnije nagrađen priznanjem za najprodavaniji uživo album, prodan je u više od 20.000 pimjeraka. 2003. godine dobiva ulogu u predstavi „Karolina Riječka“, gdje se pokazala kao i odlična glumica. Krajem godine počinje rad na novom studijskom albumu.

## Kontroverze
Severina je iskoristila sukob s reperom Edom Maajkom i prozvala ga u pjesmi "Hrvatica"; dio posvećen reperu glasi: "Hrvatski reperi dignite hajku, onaj kuhar vam uzeo pos'o, djeca vam slušaju krivu majku." Ni poznati reper nije joj ostao dužan te joj je posvetio pjesmu "Severina" s albuma Stigo ćumur iz 2006. godine.
Zbog skandala s porno snimkom Severina nije nastupala više od šest mjeseci, sve dok na nagovor diskografske kuće Dallas Records nije pristala uraditi promociju albuma Severgreen u kazalištu Kerempuh u listopadu iste godine.

## Objavljivanje
Nakon što je početkom kolovoza 2004. godine singl "Bojate Bane Buski" poslan radijskim postajama širom Hrvatske i Slovenije. Sredinom mjeseca objavljen je i u CD formatu, gdje se osim naslovne pjesme našao i instrumental, te kratki film autora Peđe Ličine "Gdje je nestala Slovenija?". Listopada iste godine objavljen je i drugi singl "Hrvatica". 4. listopada 2004. godine obajvljen je album u CD standardnom formatu, kao i u posebnom izdanju s albumom Virujen u te (najbolje uživo!) i singlom "Bojate Bane Buski".

## Komercijalni uspjeh
"Severgreen" je s 13.000 primjeraka, koji su već prvi dan otišli u prodaju, imao najbolji izlaz u povijesti Dallas Recordsa u Hrvatskoj, te je već prvog dana planulo nekoliko tisuća.  U Sloveniji album je debitirao na mjestu broj dva, iza albuma Malo pomalo grupe Karma. 

## Popis pjesama
| Br. | Skladba                                | Autor                                                                  | Producent(i)             | Trajanje |
| --- | -------------------------------------- | ---------------------------------------------------------------------- | ------------------------ | -------- |
| 1.  | »Adam i Seva (Turkish chicken)«        | Severina Vučković, Milo Stavros, Silvio Pasarić                        | Severina, Silvio Pasarić | 3:34     |
| 2.  | »Broš (recuerdo)«                      | Branimir Mihaljević, Faruk Buljubašić                                  | Severina, Silvio Pasarić | 4:26     |
| 3.  | »Hrvatica«                             | Severina, Silvio Pasarić, Milo Stavros, Inge Privora, Pero Radojčić    | Severina, Silvio Pasarić | 4:12     |
| 4.  | »Niti s tobom, nit' bez tebe (samoća)« | Duško Rapotec                                                          | Severina, Silvio Pasarić | 4:24     |
| 5.  | »Sama na sceni (minijatura)«           | Arsen Dedić                                                            | Severina, Silvio Pasarić | 3:25     |
| 6.  | »Bojate Bane Buski«                    | Severina Vučković, Milo Stavros, Silvio Pasarić                        | Severina, Silvio Pasarić | 4:02     |
| 7.  | »Ma daj (french cnnection)«            | Severina, Silvio Pasarić                                               | Severina, Silvio Pasarić | 4:18     |
| 8.  | »Tuge od sna«                          | Srećko Vargek, Alan Bjelinski                                          | Severina, Silvio Pasarić | 3:42     |
| 9.  | »Iz glave«                             | Sandra Sagena, Silvio Pasarić, Milo Stavros                            | Severina, Silvio Pasarić | 4:08     |
| 10. | »Šta me sad pitaš šta mi je«           | Severina, Matija Dedić, Silvio Pasarić, Tonči Grabušić, Henry Randović | Severina, Silvio Pasarić | 4:35     |

## Top ljestvice
| Top ljestvica (2004.)              | Pozicija |
| ---------------------------------- | -------- |
| Hrvatska nacionalna top ljestvica  | 1        |
| Slovenska nacionalna top ljestvica | 2        |

## Certifikacije
| Država    | Certifikacija |
| --------- | ------------- |
| Hrvatska  | zlatna        |
| Slovenija | zlatna        |